# Gerhard Seicht
Gerhard Seicht (* 28. August 1939 in Graz; † 22. Jänner 2013 in Wien) war ein österreichischer Hochschullehrer.

## Werdegang
1958 legte er die Matura an der Bundeshandelsakademie in Graz ab und studierte danach an der Hochschule für Welthandel in Wien.
Nach seiner Promotion begann er seine Laufbahn an der Wirtschaftsuniversität Wien als Assistent, zunächst bei Leopold Illetschko, später bei Erich Loitlsberger, bei dem er sich 1969 habilitierte. 1970–1975 war er Leiter der betriebswirtschaftlichen Abteilung in der ÖIAG. 1972 wurde er ord. Universitätsprofessor an der WU-Wien, zunächst auf dem Lehrstuhl für „Unternehmensführung“ und ab 1973 bis zu seiner Emeritierung 2007 auf dem Lehrstuhl für „Betriebswirtschaftslehre der Industrie“.
Mit weit über 300 Veröffentlichungen nahm Gerhard Seicht über viele Jahre Spitzenplätze in diversen Auswertungen für den deutschsprachigen Raum in der Kategorie „Forschungsleistung“ ein.-

## Werke
- Die kapitaltheoretische Bilanz und die Entwicklung der Bilanztheorien. Verlag Duncker & Humblot, Berlin 1970. (Habil.-Schrift, Hochsch. f. Welthandel Wien)
- Moderne Kosten- und Leistungsrechnung : Grundlagen und praktische Gestaltung. 11., erw. Auflage. Linde Verlag, Wien 2001, ISBN 3-7073-0281-4.
- Investition und Finanzierung. 10., aktualisierte und wesentlich erw. Auflage. Linde Verlag, Wien 2001, ISBN 3-7073-0198-2.
- Buchführung, Jahresabschluß und Steuern : Handbuch für Studierende und Praktiker. 11., überarb. und erw. Auflage. Linde Verlag, Wien 1997, ISBN 3-85122-707-7.